# Julija Musichina
Julija Musichina, nota anche con la traslitterazione Yulia Musikhina (Template:Russ; Nižnekamsk, 16 maggio 1986), è una ballerina e insegnante russa.

## Biografia
Nata in Russia, inizia a ballare all'età di 10 anni per pura passione e divertimento.
Nel 2003 inizia l'attività agonistica nelle danze latino americane e danze standard con Valentin Voronov, con il quale balla per un anno.
Nel 2004 Yulia si trasferisce in Inghilterra e in coppia con Mark Ballas raggiunge importanti risultati nelle danze latino americane tra i quali 6º posto a Blackpool nel 2004 (la più prestigiosa competizione al mondo), l'anno successivo nel 2005 sempre a Blackpool raggiunge il podio e ottiene il 3º posto, conquista l'oro al Celtic Classic in Irlanda e arriva in finale ai Campionati Nazionali Inglesi.
Nel 2006 si trasferisce in Italia, in provincia di Bologna, ed inizia a ballare in coppia con Ferdinando Iannacone. Da allora la coppia ottiene eccellenti risultati a livello internazionale, sono atleti nelle danze latino americane da competizioni nella massima categoria di eccellenza, Amatori Classe Internazionale.
Contemporaneamente alla sua attività sportiva agonistica, Yulia da qualche anno si occupa della formazione tecnico/sportiva di coppie di giovani atleti e ne segue la formazione ed il loro perfezionamento. Esercita il suo ruolo di trainer e preparatore sportivo presso la Scuola di Ballo "Chorus Academy" di Villanova di Castenaso diretta dalla Maestra Francesca Mazzacurati.
Nel 2011 entra nel cast di professionisti della settima edizione di Ballando con le stelle, vincendo in coppia con l'attore Kaspar Capparoni.
Nel 2012 partecipa all'ottava edizione di Ballando con le stelle, classificandosi dodicesima in coppia con l'ex calciatore Gianni Rivera.
Nel 2013 partecipa come ospite alla nona edizione di Ballando con le stelle affiancando il ballerino per una notte nonché giudice del programma Rafael Amargo.

## Televisione
- Ballando con le stelle (2011) – vincitrice, in coppia con Kaspar Capparoni.
- Ballando con le stelle (2012) – eliminata nella terza puntata, eliminata definitivamente nell'ottava puntata, in coppia con Gianni Rivera.
- Ballando con le stelle (2013) – ospite, in coppia con il ballerino per una notte Rafael Amargo.